# قطعنامه ۲۰۷۰ شورای امنیت
قطعنامهٔ ۲۰۷۰ شورای امنیت سازمان ملل متحد سندی بین‌المللی دربارهٔ تمدید مأموریت سازمان ملل در برقراری ثبات در هائیتی است. این قطعنامه طی نشست شورای امنیت سازمان ملل متحد در تاریخ ۱۲ اکتبر ۲۰۱۲ میلادی با ۱۵ رأی موافق، ۰ مخالف و ۰ ممتنع به تصویب رسید.